# Saporin
Saporin ist eine pflanzliche, giftige Eiweißverbindung (Proteintoxin). Es wird von dem gewöhnlichen Seifenkraut, Saponaria officinalis produziert und kann aus dieser Pflanze gewonnen werden.

## Beschreibung
Saporin besteht aus einer einzigen Polypeptidkette und wird von der Pflanze in mindestens zehn Isoformen produziert, die sich in der Aminosäurenabfolge und Glykosylierung unterscheiden, mit einer absoluten Molekülmasse von etwa 27.000 bis 30.000 Da. Saporin gehört zur Gruppe der pflanzlichen ribosome-inactivating proteins (RIPs), die die Proteinbiosynthese vor allem von Säugetierzellen inaktivieren.

## Wirkung
Saporin spaltet Adenin aus der ribosomalen 28S-rRNA ab und wird daher als N-Glykosidase bezeichnet. Die Abspaltung des Adenins der 28S-rRNA erfolgt am Adenin 4324. Dadurch wird die Proteinbiosynthese der Zelle gestoppt und die Zelle stirbt. Allerdings beschränkt sich die N-Glykosidaseaktivität nicht auf die 28S-rRNA, sondern ermöglicht auch die Adeninfreisetzung aus anderer RNA und auch aus DNA.
Saporin besteht nur aus einer Polypeptidkette und wird daher als Typ 1–RIP bezeichnet. Im Gegensatz dazu ist bei Typ 2–RIPs, wie Ricin, die Rezeptor-bindende Domäne auf einer zweiten Polypeptidkette, der sogenannten B-Kette, lokalisiert. Für Saporin ist dagegen keine solche, Rezeptor-bindende Domäne beschrieben. Die Aufnahme in Zellen ist für Saporin nicht eindeutig geklärt. Der intrazelluläre Transport von Saporin weicht offensichtlich von dem Weg ab, der für Ricin beschrieben wurde, da es um in das Cytosol zu gelangen nicht durch Endosomen zum endoplasmatischen Retikulum transportiert wird.

## Verwendung
Aufgrund seiner hohen cytotoxischen Wirkung wird Saporin als Komponente von Immunotoxinen und chimären Toxinen zur möglichen Behandlung von Tumoren getestet. Die für Saporin codierende DNA-Sequenz ist bekannt und erlaubt daher die rekombinante Expression von Saporin und Saporin-Fusionsproteinen.